# Saint-Romain-et-Saint-Clément
Saint-Romain-et-Saint-Clément (okz. Sent Róman e Sent Clamenç) ist eine französische Gemeinde mit 331 Einwohnern (Stand 1. Januar 2022) im Département Dordogne in der Region Aquitanien. Sie gehört zum Arrondissement Nontron und zum Kanton Thiviers. Zuständiger Gemeindeverband ist die Communauté de communes Périgord-Limousin. Die Bewohner nennen sich Romaniclémentiens bzw. Romaniclémentiennes.

## Geographie

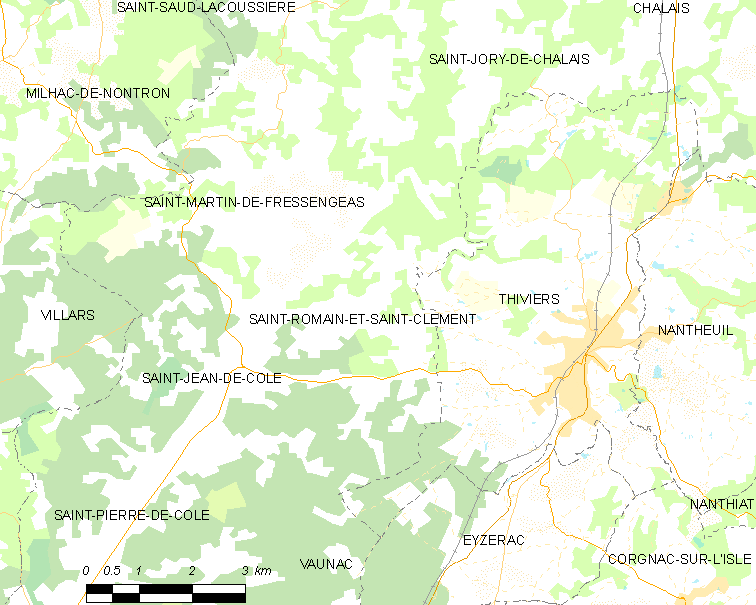
Lagekarte von Saint-Romain-et-Saint-Clément

Saint-Romain-et-Saint-Clément (bzw. der Ortsteil Saint-Romain) liegt knapp fünf Kilometer westlich von Thiviers und zwölf Kilometer südöstlich von Saint-Pardoux-la-Rivière entfernt (Luftlinie). Die Gemeinde wird von folgenden Nachbargemeinden umgeben:
| Saint-Martin-de-Fressengeas | Saint-Jory-de-Chalais                       |          |
| Saint-Jean-de-Côle          | Kompassrose, die auf Nachbargemeinden zeigt | Thiviers |
|                             | Vaunac (Berührungspunkt)                    |          |

Neben den Ortskernen von Saint-Romain und von Saint-Clément besteht die Gemeinde aus folgenden Geländepunkten, Weilern, Gehöften und einer Mühle:
Bost Bernard, Chez Barancle, Dala, Faugeraulas, Firbeix, Fraisse, Fressenède, Jalager, La Baraque, La Basse Fressenède, La Chabanne, La Fôrêt, La Grange, La Lande, La Lardie, La Pomerède, La Richardie, La Rochette, La Verdale, Lavergne, Le Bigeau, Le Bost, le Chadeau, Le Clau de Louze, Le Clau du Bois, Le Cros, Le Fagnac, Le Grand Bois, Le Grand Clos, Le Parc, Le Peyrou, Le Prieuré, Le Puel, Le Rivage, Les Brandes, Les Combes, Les Fouillarjoux, Les Grandes Terres, Les Peyrières, Les Rochilles, Les Vergnes, Maizaraud, Moulin de Feuyas, Pauline, Poncet und Poncharau.
Der topographisch tiefste Punkt im Gemeindegebiet mit 147 Metern über dem Meeresspiegel liegt westlich des Ortskerns von Saint-Romain an der Côle, die hier die Gemeinde verlässt. Der höchste Punkt mit 268 Metern befindet sich bei Faugeraulas im Norden. Die absolute Höhendifferenz beträgt 121 Meter.
Die Gemeinde Saint-Romain-et-Saint-Clément ist Nachbargemeinde zum Regionalen Naturpark Périgord-Limousin.

### Verkehrsanbindung
Unmittelbar nördlich von Saint-Clément quert die D 707 von Nontron nach Thiviers das Gemeindegebiet, sie folgt hierbei dem Tal des Ruisseau de Bonis. Etwas weiter in Richtung Thiviers zweigt nach links eine Kommunalstraße ab, welche nach Saint-Romain hinüberführt und von dort weiter hinunter nach Saint-Jean-de-Côle. Eine weitere Kommunalstraße leitet von Saint-Romain nach Norden hinunter zur Côle und erschließt die im Norden des Gemeindegebiets gelegenen Weiler. Von Saint-Clément geht ebenfalls eine Kommunalstraße aus. Sie zieht nach Süden ins Tal des Ruisseau de la Fon Pépy und folgt diesem nach Westen bis zum Erreichen der D 78 von Saint-Jean-de-Côle nach Saint-Pierre-de-Côle.
Das Gemeindegebiete wurde einst mittig von der Bahnstrecke Saint-Pardoux-la-Rivière nach Thiviers gequert, Teilabschnitt der Verbindung Angoulême – Brive (Bahnstrecke Quéroy-Pranzac–Thiviers).

### Bodenbedeckung

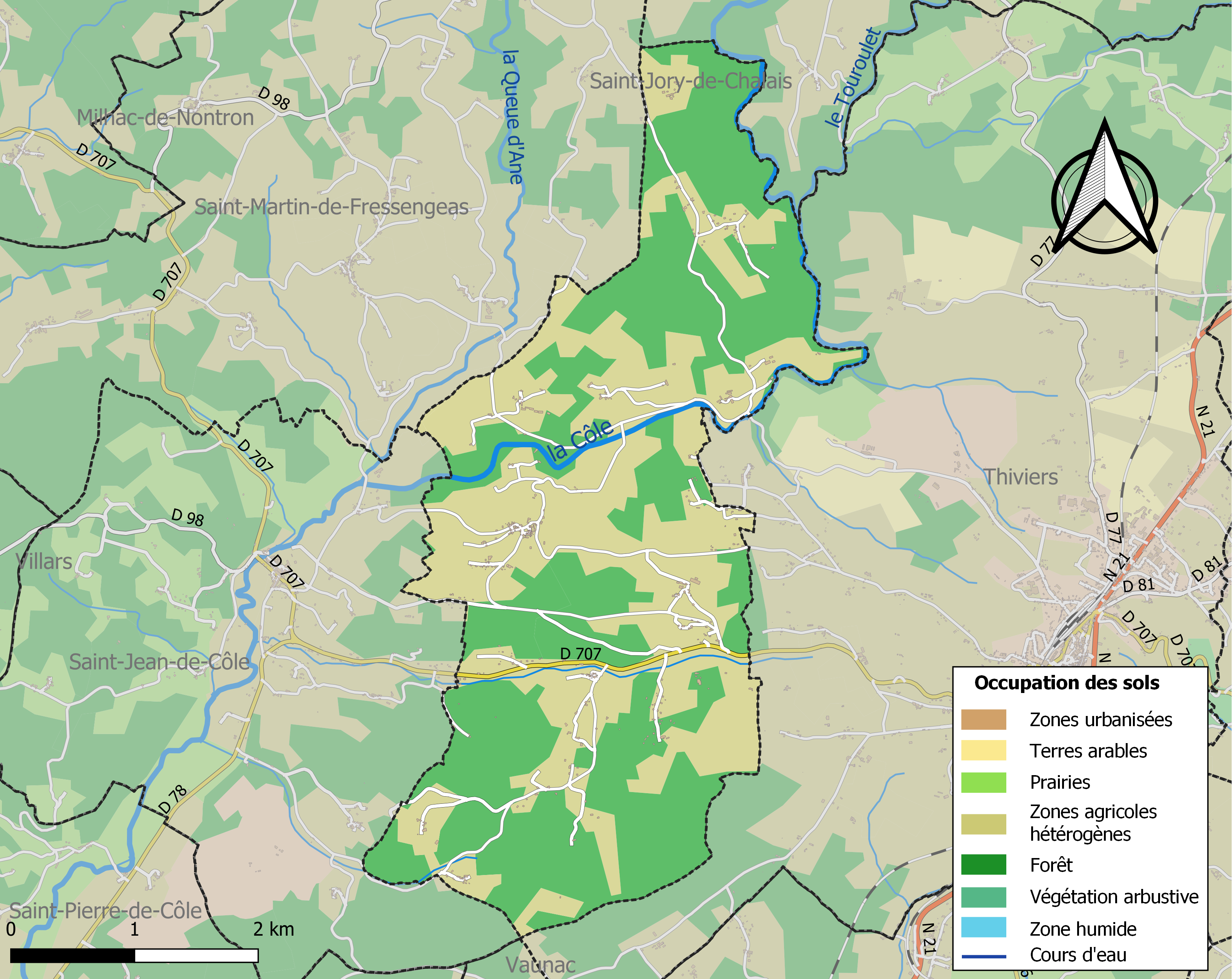
Bodenbedeckung in Saint-Romain-et-Saint-Clément

Die Bodenbedeckung der Gemeinde Saint-Romain-et-Saint-Clément schlüsselt sich im Jahr 2018 gemäß der europäischen Datenbank CORINE Land Cover (CLC) wie folgt auf:
- Wälder – 52,5 %
- heterogene landwirtschaftliche Nutzung – 47,5 %

Die forstwirtschaftliche Nutzung steht im Vordergrund. Ihr prozentualer Anteil hat sich seit 1990 nicht verändert.

## Klima
Saint-Romain-et-Saint-Clément besitzt ein abgeschwächtes ozeanisches Klima, das sich durch folgende Parameter auszeichnet:
| Klimaparameter im Zeitraum 1971–2000 - Jahresmittel: 11,8 °C - Anzahl der Tage unter −5 °C: 4,2 - Anzahl der Tage oberhalb 30 °C: 6,6 - Maximum im Tages-Temperaturunterschied: 15,2 °C - Jahresniederschlag: 1001 mm - Niederschlagstage im Januar: 13,6 - Niederschlagstage im Juli: 7,6 |

Durch den Klimawandel zeichnen sich Erhöhungen im Jahresmittel ab, die sich bereits auch bemerkbar machen. So ist beispielsweise an der 56 Kilometer entfernten Wetterstation am Flughafen von Limoges-Bellegarde das langjährige Jahresmittel von 11,2 °C für 1971–2000 über 11,4 °C für 1981–2010 auf 11,8 °C für 1991–2020 angestiegen – ein Zuwachs um 0,6 °C innerhalb von 20 Jahren.

## Hydrographie

Hydrographisch Karte von Saint-Romain-et-Saint-Clément

Der Nordteil des Gemeindegebietes wird von der aus Norden kommenden Côle durchflossen. Sie bildet anfangs die Ostgrenze zu Saint-Jory-de-Chalais und zu Thiviers. Bei Jalager dreht sie auf Westsüdwest und zieht dann nördlich des Ortskerns vorbei. Durch den Südabschnitt bei Saint-Clément läuft in Westrichtung der aus der Gemeinde Thiviers kommende Ruisseau de Bonis. Die Südwestgrenze bei Poncet wird vom in nordwestlicher Richtung entwässernden Ruisseau de la Font Pépie (auch Fon Pépy) gebildet. Beide letztgenannten Bäche sind linke Seitenarme der Côle.
Die Côle und ihre Nebenarme gehören zum Flusssystem Isle-Dronne.
Die Gesamtlänge des Entwässerungsnetzes in der Gemeinde Saint-Romain-et-Saint-Clément beträgt 12 Kilometer.

## Geologie

Geologische Karte von Saint-Romain-et-Saint-Clément

Das Côletal im Norden wird von metamorphen Grundgebirgsgesteinen des nordwestlichen Massif Central begleitet (Untere Gneisdecke und Thiviers-Payzac-Einheit). Zuunterst liegen Glimmerschiefer (ξ1), die im Côletal zwischen Faugeraulas und La Rochette sowie nördlich des Ortskerns von Saint-Romain anstehen. In sie eingeschaltet sind kleine Amphibolit- (δ11) und Eklogitzüge (δψ), im südlichen Glimmerschiefervorkommen finden sich auch Serpentinite (σπ1). Darüber folgen Leptynite (mλ3–4b-m) des Bogens von Saint-Yrieix, die aus ordovizischen Graniten hervorgegangen sind. Aufgeschlossen sind sie bei Faugeraulas und nordwestlich des Ortskerns von Saint-Romain. Im äußersten Nordwestzwickel erscheinen auch noch Plagioklas-führende Paragneise (ζ1–2) der Unteren Gneisdecke.
Die Glimmerschiefer werden entlang des Côletals von dem Thiviers-Sandstein aus der Thiviers-Payzac-Einheit in Nordwestrichtung überschoben. Der aus ehemaligen Rhyodaziten bestehende Thiviers-Sandstein tritt hier sowohl in seiner Normalfazies (tfρ3) als auch in der Fazies des Payzac-Quarzits (tfρ3Χ) auf. Er enthält bei La Chabanne ein kleines Amphibolit- und Metakeratophyrvorkommen (K2). Der granathaltige Amphibolit (δ11g) setzt sich als Zug weiter nach Nordost fort.
Die Metamorphite haben stellenweise den Isograd des Disthens erreicht, gehören aber generell der Staurolithzone an. Vorwiegende Streichrichtung der metamorphen Foliation ist Nordost, ihr Einfallen erfolgt mit 35 bis 50° nach Südost.
Die Grundgebirgsgesteine wurden von flach liegenden Jurasedimenten des nördlichen Aquitanischen Beckens transgrediert. Das Schichtpaket setzt im Lias (Unterhettang – Formation I1) ein und endet im Dogger (Unterbathon – Formation j1c-2a). Die Sedimente stehen nördlich der Côle, um den Ortskern von Saint-Romain, im Tal des Ruisseau de Bonis und im Tal des Ruisseau de la Font Pépie an.
Die Höhenlagen zwischen den Tälern werden generell von jungpleistozänen, kolluvialen Schottermassen überdeckt (Formation CF). In stratigraphisch höchster Position finden sich fluviatile Schotterfüllungen von ehemaligen Flussläufen, die möglicherweise ins Pliozän zurückreichen (Formation Fs); zu sehen bei Dala, Le Peyrou, zwischen La Pommerède und Fressenède und südlich von Saint-Clément. In der Flussniederung der Côle wurde rezentes Alluvium abgelagert (Formation K).
Das Gemeindegebiet liegt im Einflussbereich der Südost-streichenden Randstörung des Zentralmassivs, die sich hier in mehrere Seitenäste und kleinere, generell Nordost-streichende Querbrüche aufgespalten hat. Ihr Einfluss manifestiert sich in einer stellenweisen Verkieselung des Lias und einer Rekristallisation des Doggers.
Bei La Chabanne wurde im 19. Jahrhundert in den Glimmerschiefern eine örtliche Pyritmasse (Eiserner Hut) abgebaut, die mehrere tausend Tonnen an Erz lieferte.

## Ökologie

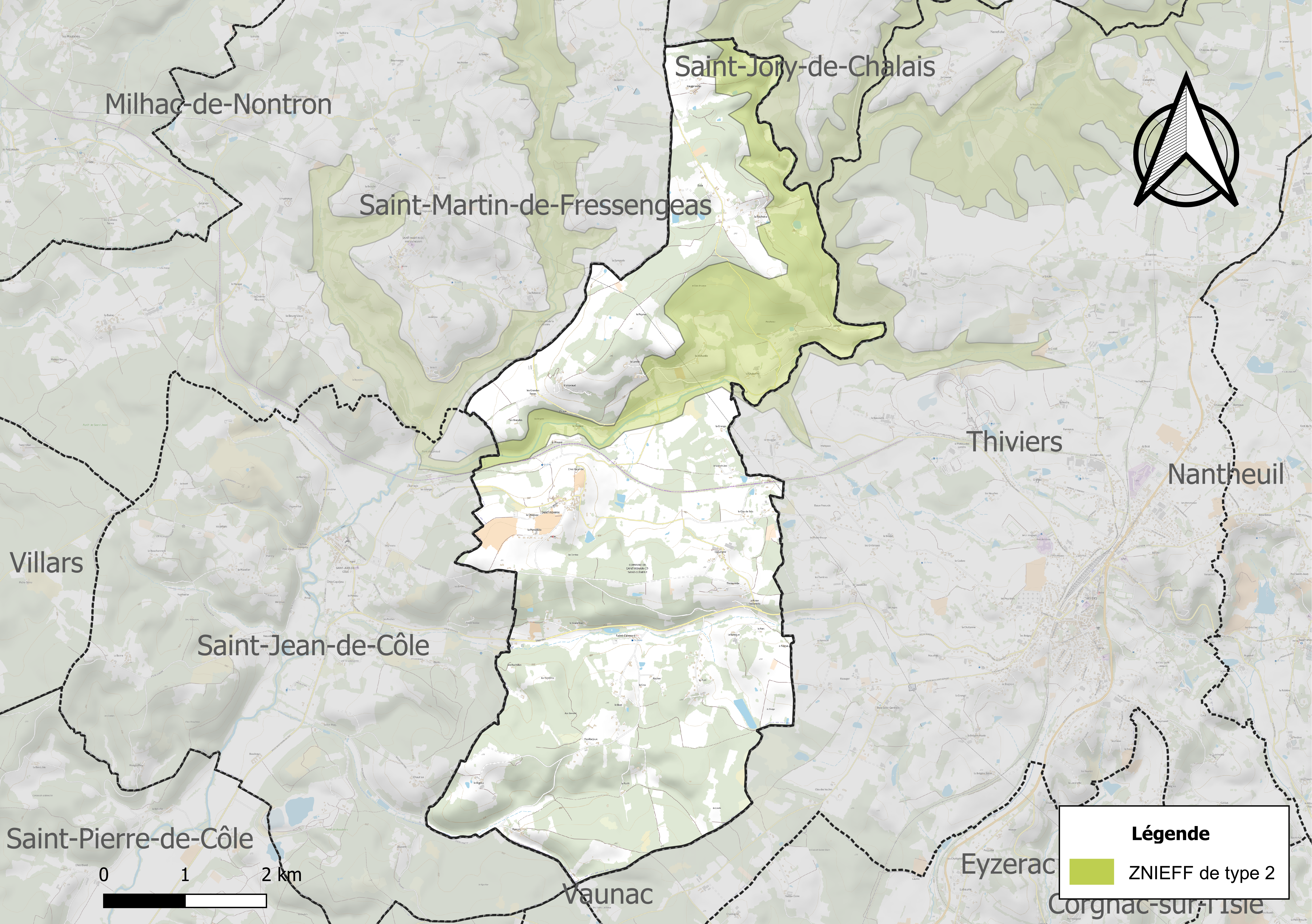
Schutzgebiete des Typus 2 in Saint-Romain-et-Saint-Clément

### Schutzgebiet des Typus 1
Unter dem Titel Réseau hydrographique de la Côle en amont de Saint-Jean-de-Côle (Hydrographisches Netz der Côle oberhalb von Saint-Jean-de-Côle) steht in Saint-Romain-et-Saint-Clément das gesamte Tal der Côle unter Naturschutz und bildet eine ZNIEFF des Typus 1 (Französisch: zone d'interêt naturelle écologique, faunistique et floristique). Dieses Schutzgebiet teilen sich weitere neun Gemeinden. Es zeichnet sich durch eine Flora mit 120 Pflanzenarten aus, wovon sieben als ausschlaggebend angesehen werden: Mittlerer Sonnentau (Drosera intermedia), Rundblättriger Sonnentau (Drosera rotundifolia), Atlantisches Hasenglöckchen (Hyacinthoides non-scripta), Schmalblättriges Wollgras (Eriophorum angustifolium), Moorlilie (Narthecium ossifragum), Sumpf-Herzblatt (Parnassia palustris) und Sumpf-Blutauge (Potentilla palustris). Zu nennen sind hier ferner 60 Vogelarten und die beiden Säugetiere Reh (Capreolus capreolus) und Europäischer Iltis (Mustela putorius).

### Schutzgebiete des Typus 2
Im Schutzgebiet des Typus 1 sind zwei weitere Schutzgebiete des Typus 2 enthalten. Einmal eine kleine, nur etwas mehr als einen Hektar große Moorheide nordwestlich von Poncharau (Titel: Lande tourbeuse de Poncharau) sowie die Schluchten der Côle (Titel: Gorges de la Côle), von denen aber die Gemeinde Saint-Romain-et-Saint-Clément nur einen sehr kleinen Anteil hat – der weitaus größere Abschnitt liegt in der Gemeinde Saint-Jory-de-Chalais.

## Bevölkerungsentwicklung
| Jahr | Einwohner |  |
| 1962 | 325       |  |
| 1968 | 295       |  |
| 1975 | 260       |  |
| 1982 | 309       |  |
| 1990 | 332       |  |
| 1999 | 357       |  |
| 2006 | 334       |  |
| 2007 | 331       |  |
| 2008 | 327       |  |
| 2013 | 328       |  |
| 2016 | 326       |  |
| 2018 | 329       |  |
| 2019 | 328       |  |

Quelle: INSEE
Die Bevölkerungszahlen in Saint-Romain-et-Saint-Clément hatten im Jahr 1999 ihr Maximum erreicht, sind aber seitdem wieder leicht rückläufig.

## Verwaltung
Bürgermeister in Saint-Romain-et-Saint-Clément ist seit Mai 2020 Michel Ranouil.

## Präsidentschaftswahlen 2022
| Kandidaten                       | Kandidaten            | Parteien                      | Parteien            | 1. Wahlgang | 1. Wahlgang | 2. Wahlgang | 2. Wahlgang |
| Kandidaten                       | Kandidaten            | Parteien                      | Parteien            | Stimmen     | %           | Stimmen     | %           |
| -------------------------------- | --------------------- | ----------------------------- | ------------------- | ----------- | ----------- | ----------- | ----------- |
|                                  | Emmanuel Macron       | En marche !                   | EM                  | 56          | 24,35 %     | 115         | 53,24 %     |
|                                  | Marine Le Pen         | Front national                | FN                  | 62          | 26,96 %     | 101         | 46,76 %     |
|                                  | Jean-Luc Mélenchon    | Front de gauche               | FDG                 | 42          | 18,26 %     |             |             |
|                                  | Éric Zemmour          | Reconquête                    |                     | 11          | 4,78 %      |             |             |
|                                  | Valérie Pécresse      | Les Républicains              | LR                  | 12          | 5,22 %      |             |             |
|                                  | Jean Lassalle         | Résistons !                   | R                   | 28          | 12,17 %     |             |             |
|                                  | Anne Hidalgo          | Parti socialiste              | PS                  | 3           | 1,31 %      |             |             |
|                                  | Fabien Roussel        | Parti communiste français     | PC                  | 5           | 2,17 %      |             |             |
|                                  | Nicolas Dupont-Aignan | Debout la République          | DLR                 | 1           | 0,43 %      |             |             |
|                                  | Yannick Jadot         | Europe Écologie-Les Verts     | EELV                | 4           | 1,74 %      |             |             |
|                                  | Nathalie Arthaud      | Lutte Ouvrière                | LO                  | 4           | 1,74 %      |             |             |
|                                  | Philippe Poutou       | Nouveau Parti anticapitaliste | NPA                 | 2           | 0,87 %      |             |             |
|                                  |                       |                               |                     |             |             |             |             |
| Gesamt                           | Gesamt                | Gesamt                        | Gesamt              | 230         | 100 %       | 216         | 100 %       |
|                                  |                       |                               |                     |             |             |             |             |
| Gültige Stimmen                  | Gültige Stimmen       | Gültige Stimmen               | Gültige Stimmen     | 230         | 95,83 %     | 216         | 91,53 %     |
| Ungültige Stimmen                | Ungültige Stimmen     | Ungültige Stimmen             | Ungültige Stimmen   | 10          | 4,17 %      | 20          | 8,47 %      |
| Wahlbeteiligung                  | Wahlbeteiligung       | Wahlbeteiligung               | Wahlbeteiligung     | 240         | 85,11 %     | 236         | 83,69 %     |
| Enthaltungen                     | Enthaltungen          | Enthaltungen                  | Enthaltungen        | 42          | 14,89 %     | 46          | 16,31 %     |
| Registrierte Wähler              | Registrierte Wähler   | Registrierte Wähler           | Registrierte Wähler | 282         |             | 282         |             |
|                                  |                       |                               |                     |             |             |             |             |
| Quelle: Ministère de l'Intérieur |                       |                               |                     |             |             |             |             |

Die Präsidentschaftswahlen 2022 in Saint-Romain-et-Saint-Clément konnte Emmanuel Macron für sich entscheiden.

## Wirtschaft

### Beschäftigung
Im Jahr 2016 betrug die erwerbsfähige Bevölkerung zwischen 15 und 64 Jahren 161 Personen bzw. 49,4 % der Gesamtbevölkerung. Im Vergleich zu 2011 hat sich die Zahl der Arbeitslosen (15) nicht verändert, die Arbeitslosenquote liegt somit jetzt bei 9,3 %.

### Unternehmen
Am 31. Dezember 2015 waren 34 Unternehmen in Saint-Romain-et-Saint-Clément ansässig, davon 13 im Sektor Handel, Transport oder Dienstleistungen, 8 in Landwirtschaft, Forsten und Fischerei, 6 im Baugewerbe, 4 in der Industrie und 3 im Sektor Verwaltung, Bildung, Gesundheit oder Soziales.

## Sehenswürdigkeiten
- Romanische Kirche Saint-Romain
- Kirche Saint-Clément
- Chartreuse von Bigeau
- Ehemalige Eisenbahnstrecke Quéroy-Pranzac–Thiviers

## Photogalerie

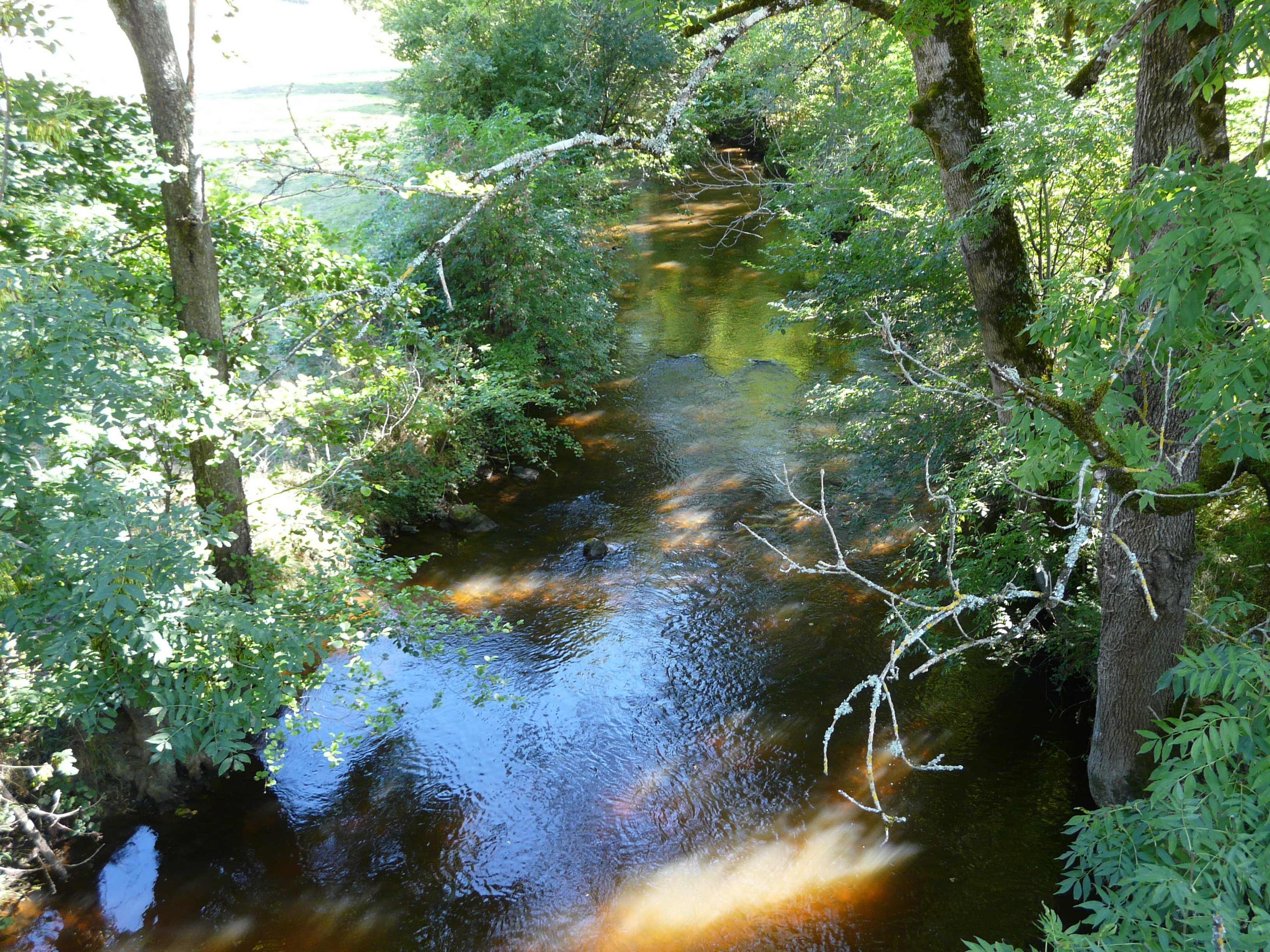
Die Côle in Saint-Romain-et-Saint-Clément
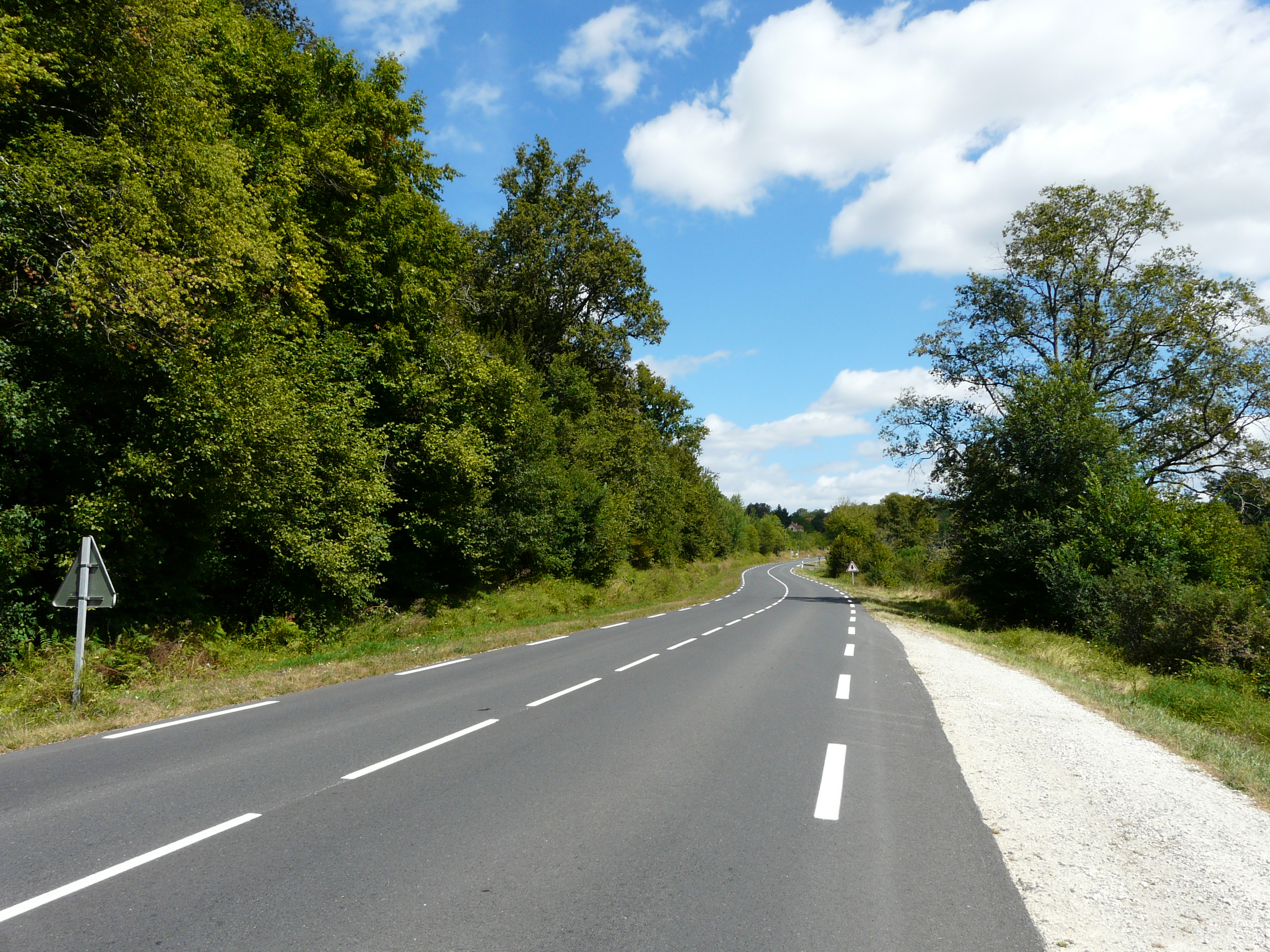
Die D 707 steigt ganz allmählich nach Thiviers hinauf
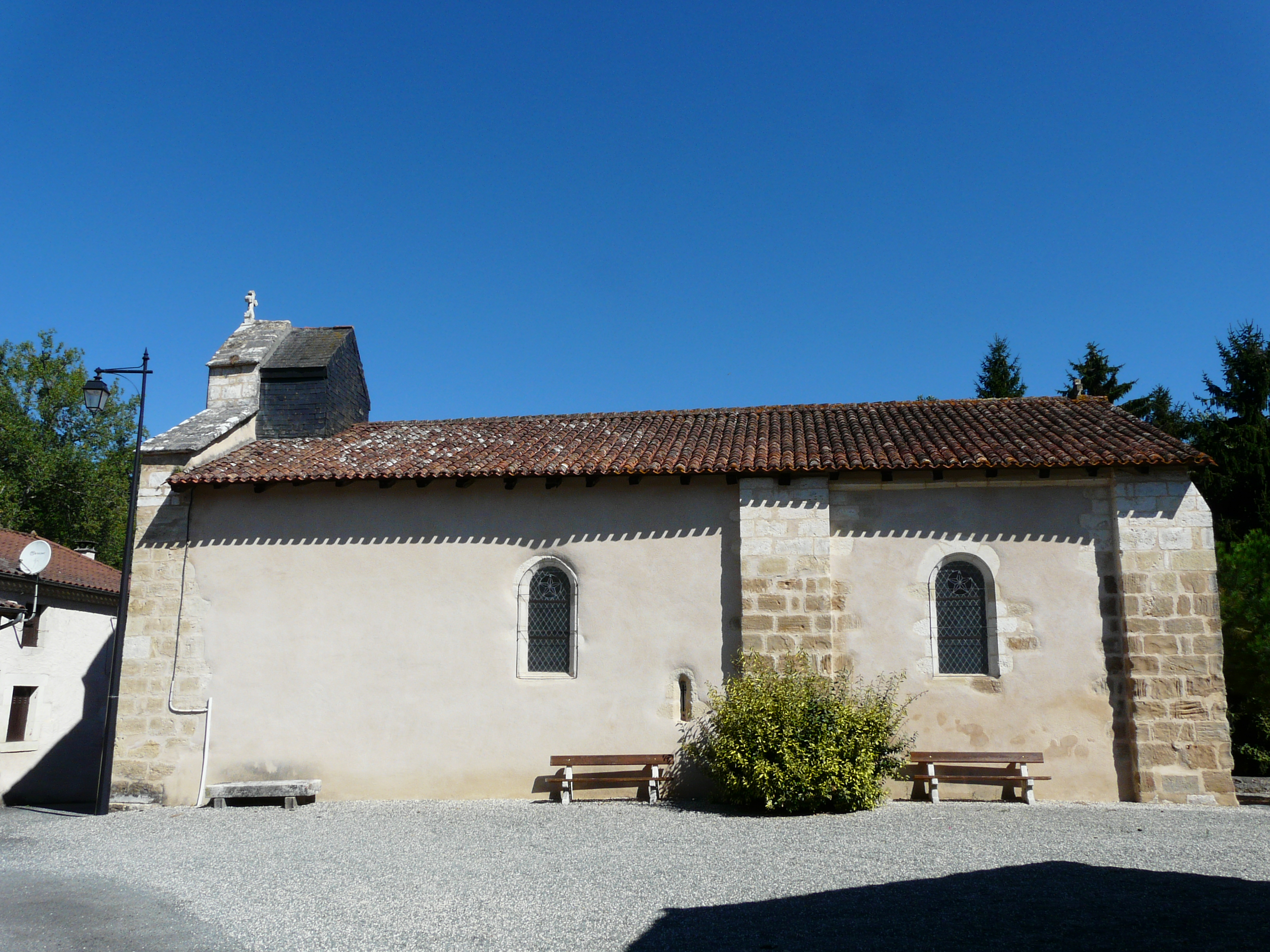
Die Kirche Saint-Clément
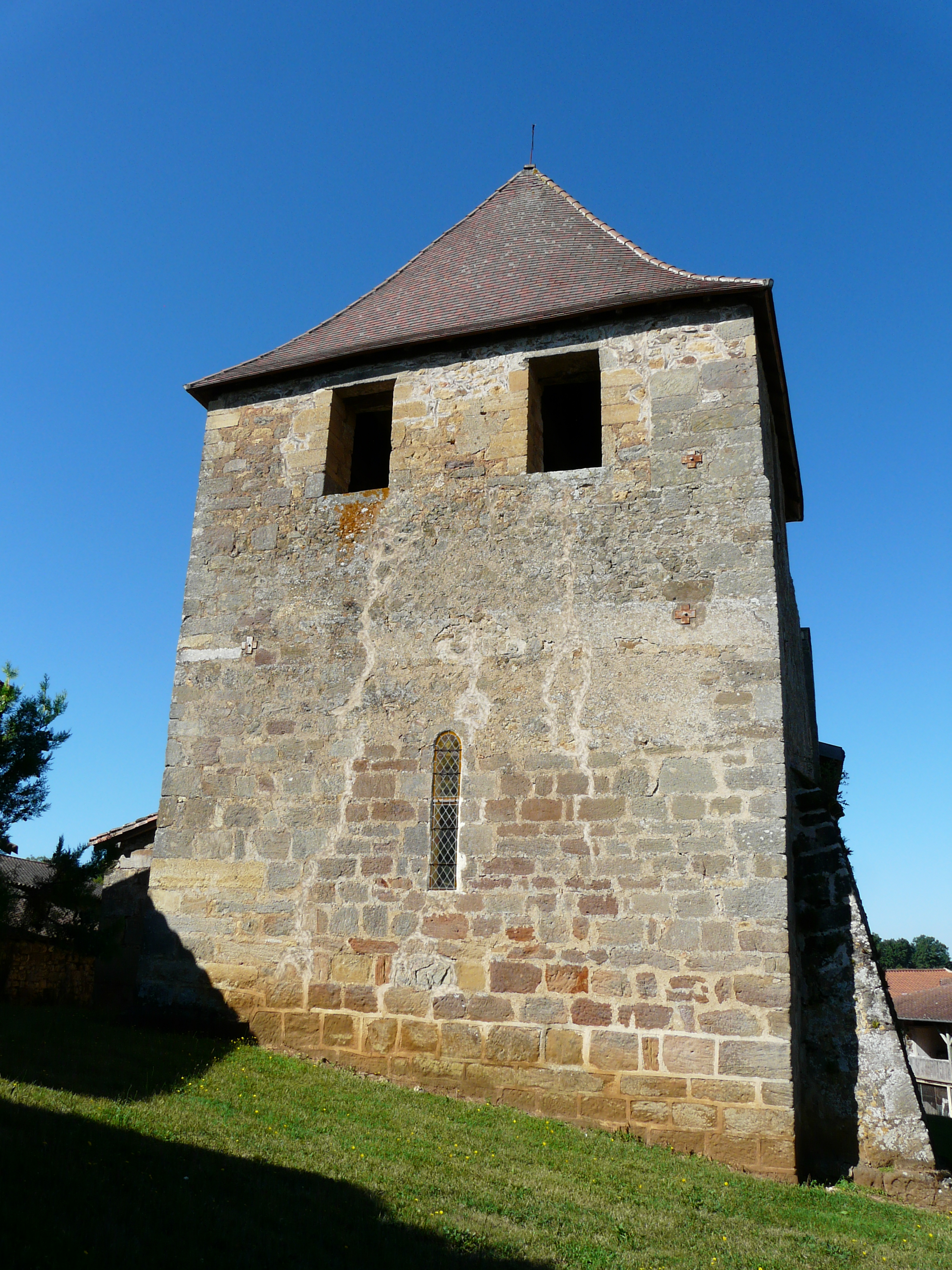
Apsisvierungsturm von Saint-Romain
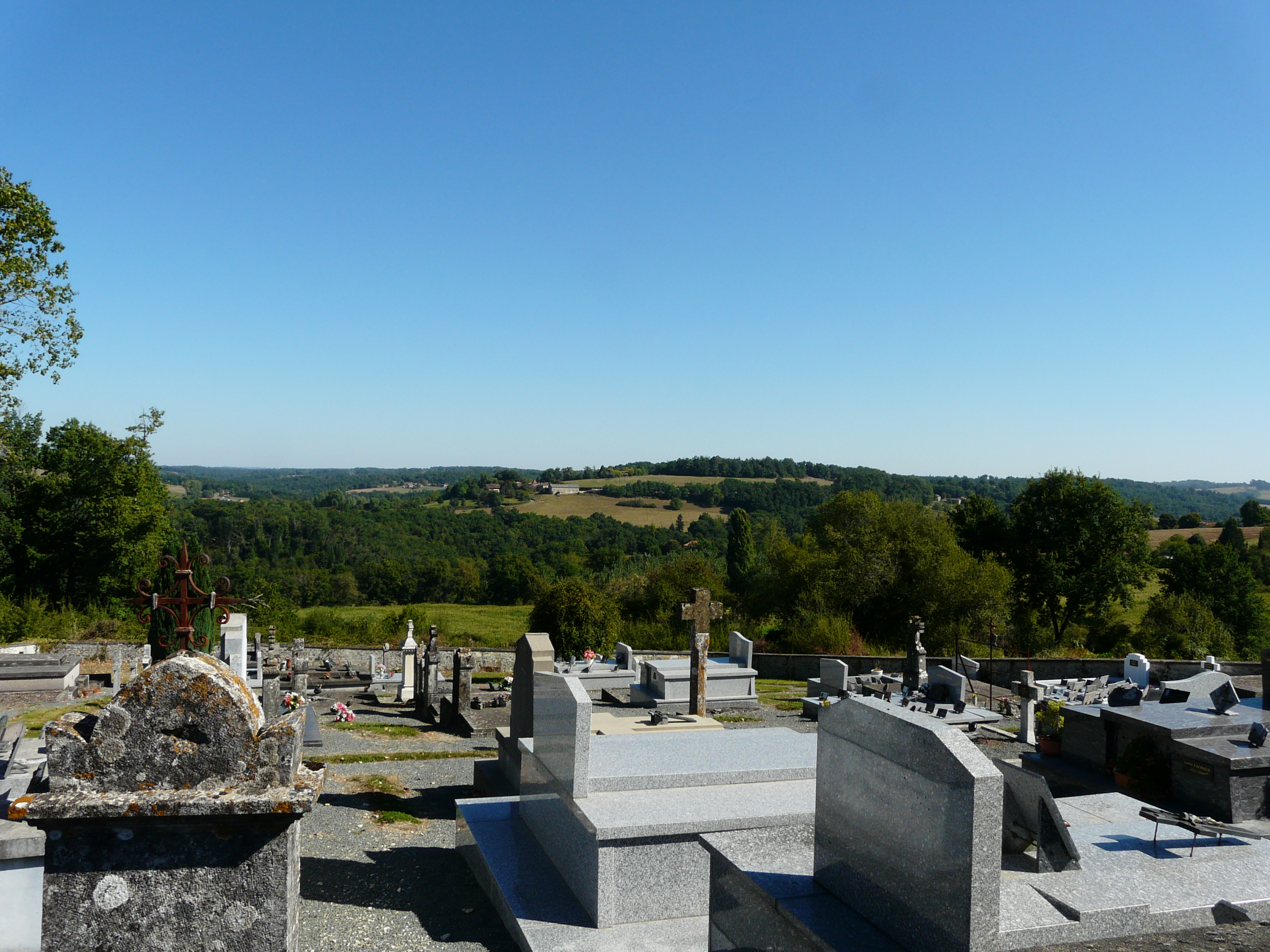
Friedhof in Saint-Romain
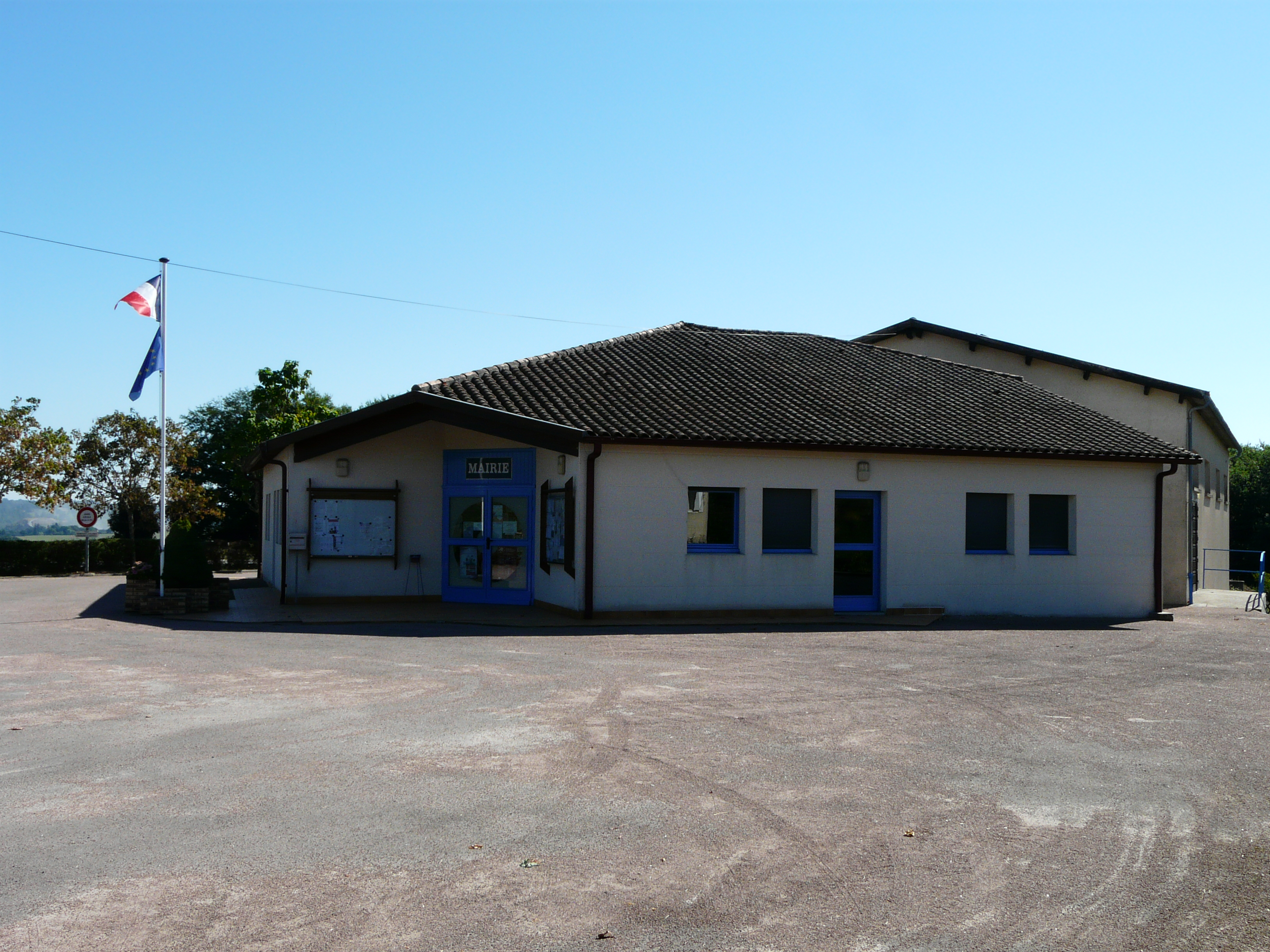
Rathaus von Saint-Romain-et-Saint-Clément
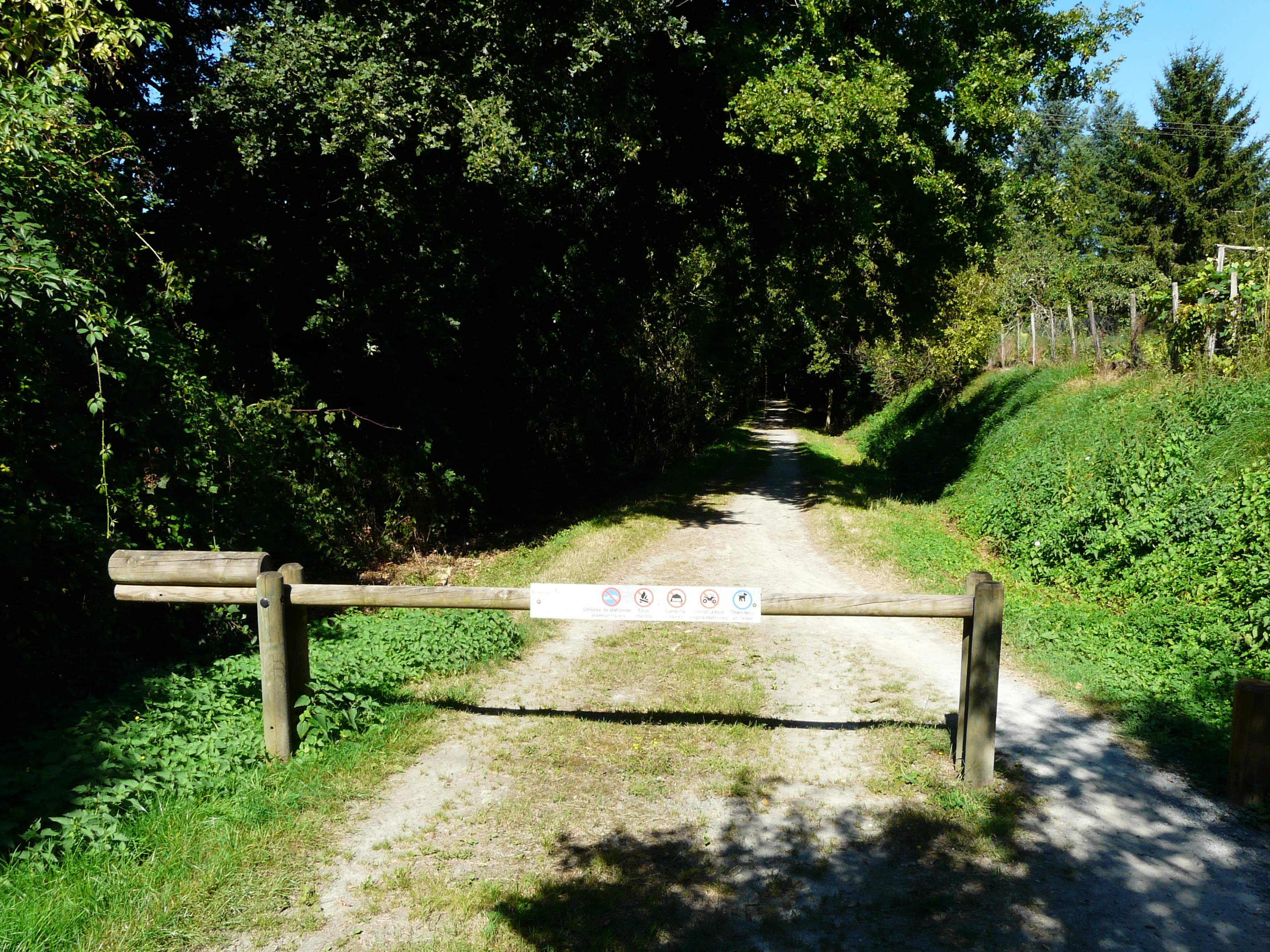
Einstige Bahnstrecke